# Harusame
L'Harusame (春雨? lett. "Temporali primaverili") è stato un cacciatorpediniere della Marina imperiale giapponese, sesta unità appartenente alla classe Shiratsuyu. Fu varato nell'agosto 1937 dal cantiere di Maizuru.
Subito dopo l'attacco di Pearl Harbor appoggiò le operazioni durante la conquista delle Filippine e delle Indie olandesi, partecipando anche alla battaglia del Mare di Giava. Dopo un altro ciclo di sbarchi nelle Filippine, fu oggetto di riparazioni, che ci conclusero in tempo per la battaglia delle Midway (4-6 giugno 1942), nella quale però non ebbe alcun ruolo. Con l'inizio della campagna di Guadalcanal fu spostato in questo settore del fronte del Pacifico e partecipò a tutte le battaglie più importanti, come quella delle Salomone orientali e quella in due fasi di metà novembre 1942. All'inizio del 1943 fu gravemente danneggiato da un siluro al largo della Nuova Guinea e riprese il proprio posto solo nel dicembre 1943. Trascorse la prima metà del 1944 a scortare numerosi convogli, singole navi e unità da guerra capitali, quindi alla fine di maggio fu incaricato, assieme ad altri cacciatorpediniere e una divisione di incrociatori, di proteggere un nutrito convoglio per l'isola di Biak. Durante il secondo tentativo di scaricarvi truppe e rinforzi, incassò due ordigni sganciati da un gruppo di bombardieri North American B-25 Mitchell ben prima di raggiungere l'isola, affondando nelle acque della Nuova Guinea occidentale.

## Servizio operativo

### Costruzione
Il cacciatorpediniere Harusame fu ordinato nell'anno fiscale edito dal governo giapponese nel 1931. La sua chiglia fu impostata nel cantiere navale di Maizuru il 3 febbraio 1935 e il varo avvenne il 21 settembre dello stesso anno. Fu completato il 26 agosto 1937. La nave formò con i gemelli Yudachi, Samidare e Murasame la 2ª Divisione cacciatorpediniere, dipendente dalla 4ª Squadriglia della 2ª Flotta.

### 1941-1942
Tra 1940 e 1941 l'Harusame passò al comando del capitano di corvetta Sutezō Tomita. Il 26 novembre 1941 seugì la divisione nel passaggio attraverso lo Stretto di Terashima e si fermò il 29 a Mako, nelle isole Pescadores; il 7 dicembre salpò per unirsi a uno scaglione della 3ª Flotta del viceammiraglio Ibō Takahashi, cui era demandato l'appoggio all'invasione delle Filippine: protesse gli sbarchi dell'11 dicembre a Vigan (Luzon) e poi del 22 nel Golfo di Lingayen. Il 2 gennaio 1942 Manila fu occupata e la flotta, come da piano, si spostò a sud, per dare il proprio contributo alla campagna delle Indie orientali olandesi. La 2ª Divisione operò in supporto allo sbarco a Tarakan (12 gennaio) e di Balikpapan (23 gennaio), quindi fu inserita nella numerosa squadra del contrammiraglio Shōji Nishimura, a difesa del convoglio orientale per l'invasione di Giava. Il 27 febbraio, perciò, l'Harusame e le altre unità parteciparono attivamente alla battaglia del Mare di Giava; successivamente tornarono a Tarakan e da qui fecero rotta per la baia di Subic, a Luzon, dove si fermarono il 16 marzo. Per il mese seguente operarono nei mari interni delle Filippine, supportando le rapide puntate anfibie per occuparne tutte le isole e poi contribuendo al blocco di Manila. Il 25 aprile il comandante Tomita fu sostituito dal capitano di corvetta Masao Kamiyama e subito dopo l'Harusame e le altre unità viaggiarono sino a Mako, quindi puntarono su Yokosuka. Il 6 maggio arrivarono a destinazione e furono tutti messi in bacino di carenaggio: la revisione durò alcune settimane e la divisione al completo fu pronta in tempo per partecipare all'attacco alle Midway. Fu inserita nella 2ª Flotta del viceammiraglio Nobutake Kondō, incaricata della difesa del convoglio d'invasione, ma questa imponente formazione non ebbe che un ruolo secondario e tardivo nello scontro. Tornata in Giappone, la 2ª Divisione salpò il 16 luglio da Kure sotto il comando della 3ª Squadriglia cacciatorpediniere, toccò Singapore e si fermò il 30 a Mergui nella Birmania meridionale, per condurre una serie di operazioni di guerra corsara. Tuttavia il 7 agosto giunse notizia di uno sbarco statunitense su Guadalcanal e l'Harusame con le unità gemelle fu urgentemente richiamato: l'8 agosto perciò lasciò l'Oceano Indiano e il 21 agosto gettò le àncore nella base aeronavale di Truk. Il 24 agosto, con il Samidare, il Murasame, il Natsugumo e la nave portaidrovolanti Nisshin scortò la corazzata Mutsu, schierata per la battaglia delle Salomone Orientali (23-25 agosto), la quale peraltro non vi giocò alcuna parte. Probabilmente, durante l'estate, il cacciatorpediniere ebbe fornito un impianto binato di cannoni Type 96 da 25 mm L/60, sistemato su un basso ballatoio davanti alla plancia.

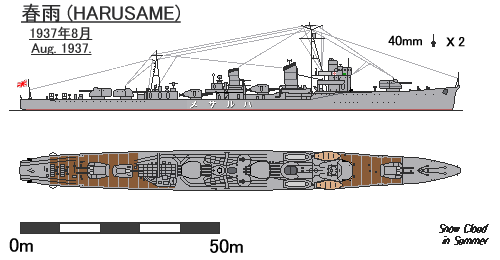
Pianta e profilo dellHarusame

L'8 settembre l'Harusame uscì da Truk scortando la nave portaidrovolanti Kunikawa Maru, che esplorò le isole Salomone e le isole Santa Cruz per trovare luoghi idonei ad allestire basi. Il 24 settembre rientrarono in porto, quindi l'Harusame ripartì subito per le isole Shortland, raggiunte il 27. Iniziò dunque a compiere missioni di trasporto truppe per Guadalcanal il 2, il 5 e l'8 ottobre; il 9 fece rotta per Rabaul, che lasciò il 12 di scorta a un convoglio diretto sull'isola. Il 16 tornò alle Shortland e il giorno dopo completò un altro viaggio di trasporto. Il 25 ottobre giunse al largo di Guadalcanal e bombardò con altre unità Henderson Field, ma dovette contrastare alcuni attacchi aerei che danneggiarono gravemente l'incrociatore leggero Yura: assieme allo Yudachi prelevò l'equipaggio della nave e quindi la silurò, essendo risultato impossibile trarla in salvo. Il giorno successivo fu aggregato a una formazione di altri cinque cacciatorpediniere (Kagero, Oyashio, Samidare, Murasame, Yudachi) che affiancò le corazzate Kongo e Haruna nella battaglia delle isole Santa Cruz; di nuovo, il combattimento fu condotto solo tramite le portaerei. Senza danni, l'Harusame tornò alle Shortland, dove il 1º novembre il comandante Kamiyama divenne capitano di fregata, e sia il 2 che il 5 novembre condusse a termine trasporti di truppe. Nei giorni seguenti fu unito alla formazione del viceammiraglio Hiroaki Abe, incaricata da Kondō di operare un bombardamento su Henderson Field tra il 12 e il 13 novembre. In realtà questa formazione, localizzata dall'attiva ricognizione statunitense, s'imbatté in due Task group nemici, forti nel complesso di cinque incrociatori e otto cacciatorpediniere. Nel corso della confusa battaglia notturna l'Harusame rivendicò colpi a segno su un incrociatore americano e non subì avarie di sorta; dopo la conclusione dello scontro, scortò la quasi indenne corazzata Kirishima verso nord-est, dove attendeva il resto della 2ª Flotta, quindi il 18 novembre si fermò a Truk. Spostatosi a Rabaul al 22 novembre, condusse il giorno successivo un viaggio di trasporto truppe per Lae, che però fu annullato il 24 dinanzi l'opposizione aerea alleata: tornò a Rabaul e il 30 uscì in mare per soccorrere lo Shiratsuyu, rimasto danneggiato. Il 5 dicembre lasciò la base in Nuova Britannia, fece tappa a Kavieng e l'8 giunse a Truk; il giorno successivo salpò per Yokosuka, dove arrivò il 14 e fu messo in bacino.

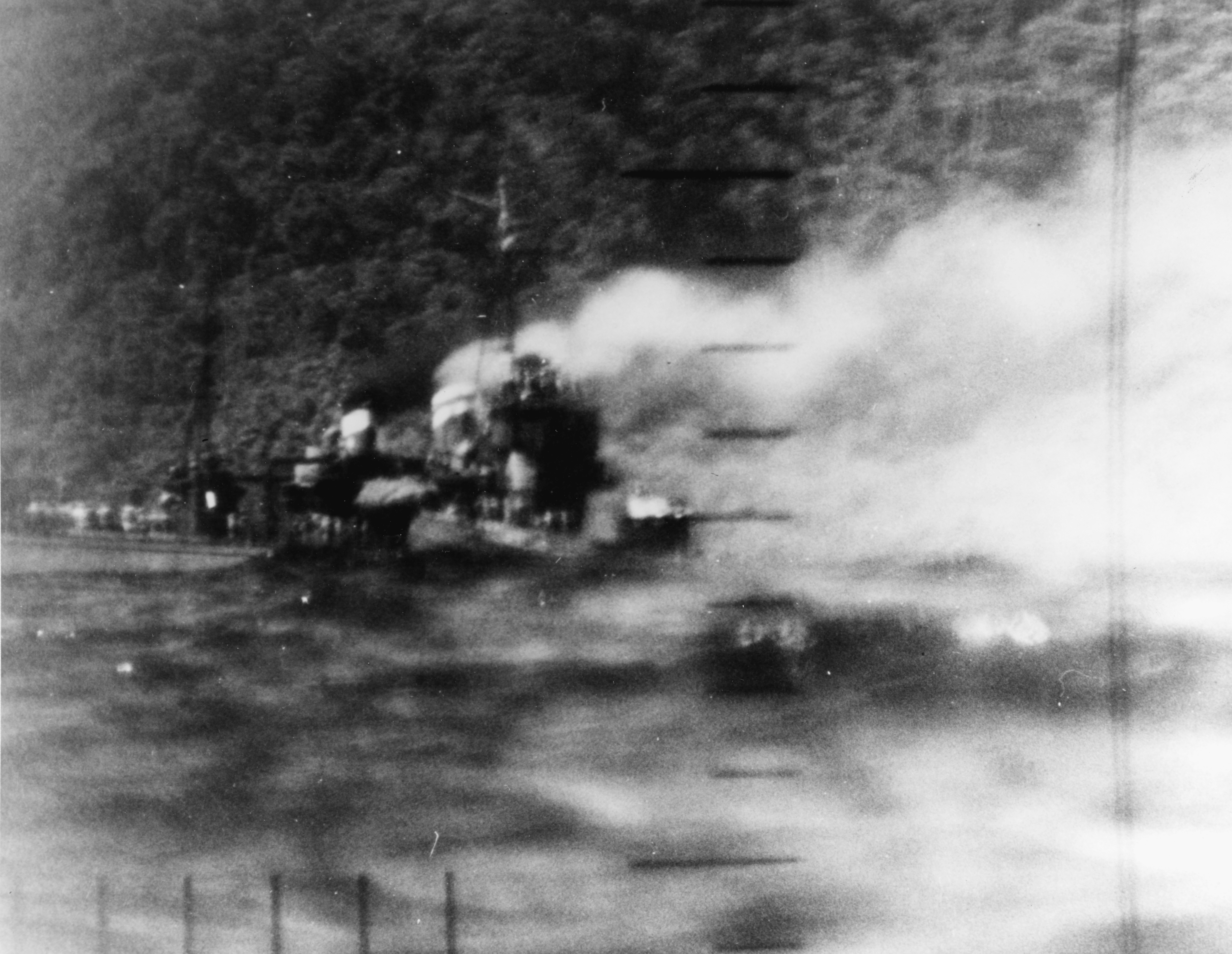
LHarusame visto dal periscopio del Wahoo. Sono evidenti i gravi danni patiti dall'unità.

### 1943
Il 5 gennaio 1943, di nuovo in acqua, l'Harusame scortò sino a Truk la nave trasporto truppe Asama Maru, fermandosi dal 10 al 13. Il 14 gennaio effettuò un viaggio a Wewak, dove sbarcò rinforzi, quindi il 16 fece rotta su Kavieng, caricò altra fanteria e la depositò a Wewak il 21. Il 24 gennaio aveva da poco lasciato il porticciolo che fu attaccato improvvisamente dal sommergibile USS Wahoo: un siluro scoppiò a proravia e per poco la chiglia non fu spezzata. Il capitano Kamiyama riuscì però a salvare la nave, data per spacciata dal battello, facendola arenare su alcuni bassi fondali. Il 17 febbraio soltanto giunsero i due cacciatorpediniere Amatsukaze e Urakaze con il rimorchiatore Ojima: alternandosi nel traino, furono capaci di disincagliare lo Harusame e portarlo il 23 a Truk, dove fu immediatamente tratto in secca per riparazioni urgenti. Dotato di una prua posticcia, salpò il 21 maggio di scorta a un convoglio diretto in Giappone e il 30 si fermò a Yokosuka, dove fu messo in bacino per lunghe, approfondite ricostruzioni. Nel corso dei lavori la 2ª Divisione cacciatorpediniere fu sciolta (1º luglio) e l'unità fu redesignata "nave della riserva"; inoltre il comando ruotò tra alcuni ufficiali, dei quali il capitano di corvetta Toshihiko Tomita lo assunse stabilmente il 5 novembre. Il 30 del mese fu riassegnato alla 27ª Divisione, dipendente dalla 2ª Squadriglia della 2ª Flotta, con lo Shigure, il Samidare e lo Shiratsuyu. Al rientro in servizio l'Harusame aveva rinunciato ai due cannoni Vickers da 40 mm e alla torre singola di poppa in cambio di tre installazioni triple di cannoni Type 96 da 25 mm; inoltre era stata eliminata la riserva di otto siluri, mentre sull'albero tripode prodiero era comparso un radar Type 22 per il tiro contro bersagli navali.

### 1944 e l'affondamento
Tra il 4 e l'11 gennaio 1944 l'Harusame scortò la nave rifornimento Irako da Yokosuka a Truk. Fu dunque coinvolto, assieme ad altre unità, in una continuativa missione di scorta a convogli di petroliere tra il 19 e il 15 febbraio, i quali facevano la spola tra Truk e i pozzi di Balikpapan e Tarakan. Il 17 febbraio si trovava in rada durante il pesante attacco statunitense, ma subì solo danni superficiali e due morti in seguito ad alcuni mitragliamenti a bassa quota e due esplosioni vicine allo scafo. Salpò comunque per accompagnare lo Shigure danneggiato alle isole Palau, toccate il 19; quindi intraprese una serie di pattugliamenti e scorte da queste posizioni per oltre un mese. Il 28 marzo lasciò l'arcipelago per Davao, sull'isola di Mindanao, dove si fermò il 1º marzo e attese gli incrociatori pesanti Atago, Chokai, Takao, Myoko, Haguro accompagnati da quello leggero Noshiro. Il 5 aprile salpò con queste unità e le protesse nel corso dello spostamento alla rada delle isole Lingga, in Indonesia, che si concluse il 9. Sembra che pure l'Harusame rimase lì per circa un mese, prima di scortare nuovamente gli incrociatori all'ancoraggio di Tawi Tawi (11-14 maggio). Il 30 partì con il resto della 27ª Divisione di scorta alla 5ª Divisione incrociatori per Davao, toccata il giorno seguente e base dove fu organizzata una missione di soccorso per l'isola di Biak, sulla quale da fine maggio era in svolgimento una dura battaglia: tra il 2 e il 4 giugno, però, le navi tornarono indietro a causa dell'opposizione aerea nemica e si fermarono a Sorong, nella Nuova Guinea occidentale. L'8 giugno le forze giapponesi tentarono nuovamente di forzare il blocco. L'Harusame, che difendeva i trasporti, fu centrato in pieno nella tarda mattinata da due bombe, sganciate da alcuni bombardieri bimotori North American B-25 Mitchell appartenenti all'USAAF. La nave colò a picco rapidamente a circa 30 miglia a nord-ovest di Capo Buona Speranza, vicino Manokwari (0°05′S 132°45′E), con settantaquattro morti. Lo Shigure trasse in salvo 110 naufraghi, inclusi il capitano Tomita e undici marinai feriti.
Il 10 agosto 1944 l'Harusame fu rimosso dai ruoli della Marina imperiale.